# NGC 3801

## Додаткова інформація
NGC 3801 — незвичайна спіралеподібна радіогалактика, їй присвоєно індивідуальне ім'я SPECA - Спіралеподібна нерегулярно випромінююча радіогалактика (Spiral-host Episodic radio galaxy) із надмасивною чорною дірою в центрі та трьома релятивістськими струменями.